# Huttonsville
Huttonsville è un comune degli Stati Uniti d'America, situato nello Stato della Virginia Occidentale, nella contea di Randolph.